# Comando de la Fuerza Conjunta Aliada de Nápoles
El Comando de la Fuerza Conjunta Aliada de Nápoles (en inglés: Allied Joint Force Command Naples o JFC Naples) es un Comando operativo de la OTAN, establecido el 15 de marzo de 2004 como sucesor del antiguo Comando de las Fuerzas Aliadas del Sur de Europa (AFSOUTH), que existía desde 1951. Con sede en Lago Patria, Nápoles, Italia, el JFC Naples es responsable de la planificación y conducción de operaciones militares para garantizar la estabilidad y la seguridad en las áreas de interés de la Alianza.

## Historia
El Comando de la Fuerza Conjunta Aliada de Nápoles (Joint Force Command Naples, o JFC Naples) es un Comando militar de la OTAN basado en Lago Patria, en la Ciudad Metropolitana de Nápoles, Italia. Fue activado el 15 de marzo de 2004 como sucesor del Comando de las Fuerzas Aliadas del Sur de Europa (Allied Forces Southern Europe, o AFSOUTH), establecido originalmente en 1951.

### Estructura y Comando inicial
AFSOUTH fue uno de los dos Comandos principales de la OTAN en el área del Mediterráneo. Su primer comandante fue el Almirante Robert B. Carney de la Marina de los EE. UU. el 19 de junio de 1951.
Se establecieron tres Comandos subordinados iniciales:
- Fuerzas Terrestres Aliadas del Sur de Europa (LANDSOUTH).
- Fuerzas Navales Aliadas del Sur de Europa (NAVSOUTH).
- Fuerzas Aéreas Aliadas del Sur de Europa (AIRSOUTH).

En 1952, se unieron Grecia y Turquía a la OTAN, ampliando las responsabilidades de AFSOUTH.

### Actividades durante la Guerra Fría
AFSOUTH dirigió numerosos ejercicios militares significativos, entre ellos:
- Operación Ancient Wall (1952): maniobras tácticas terrestres y aéreas.[5]
- Operación Longstep (1952): asalto anfibio a gran escala en la costa oeste de Turquía.[6]
- Operación Deep Water (1957): simulación de defensa de los Dardanelos.[7]

En 1967, debido a reestructuraciones, AFSOUTH asumió el Comando de todas las fuerzas aliadas en el Mediterráneo.

### Reestructuración y establecimiento de JFC Naples
En 2004, como parte de la transformación de la OTAN iniciada en la Cumbre de Praga de 2002, AFSOUTH fue renombrado como JFC Naples. Este cambio buscaba enfrentar las amenazas emergentes del nuevo milenio mediante una estructura más ágil y adaptada.
En 2013, se desactivaron los Comandos subordinados en Nápoles, Izmir y Madrid, consolidando las operaciones bajo el Comando del JFC Naples.